# El Mirador (Morelos)
El Mirador es una localidad del estado mexicano de Morelos. Es parte del municipio de Miacatlán.

## Demografía
| Gráfica de evolución demográfica |
|                                  |

| Censo | Población |
| ----- | --------- |
| 1990  | 314       |
| 2000  | 1117      |
| 2010  | 1392      |
| 2020  | 1518      |